# Emanuel Christoph von Essen
Emanuel Christoph von Essen (* 11. Juni 1715 in Greifswald; † 1770) war ein deutscher Jurist, Syndicus und Professor der Rechte an der Universität Greifswald.

## Leben
Emanuel Christoph von Essen entstammte dem Greifswalder Adelsgeschlecht von Essen. Sein Vater, der Tuchhändler Christoph von Essen, hatte 1695 das Bürgerrecht der Stadt Greifswald erhalten. Seine Mutter Anna Catharina Bünsow war die Tochter des Greifswalder Ratsmannes Christoph Bünsow († 1674) und dessen Frau Catharina Tessin.
Er studierte von 1730 bis 1738 in Jena und Halle Rechtswissenschaften. Danach arbeitete er als Advokat in Greifswald, bis er 1739 Sekretär der Greifswalder Konsistoriums wurde. 1745 wurde er zum Doktor der Rechte promoviert. 1747 wurde er zum zweiten Adjunkt der Juristenfakultät und zum Syndicus der Universität Greifswald gewählt. 1758 wurde er zum ordentlichen Professor der Rechte an der Universität berufen.
Er war verheiratet mit Christina Elisabeth Kaiser. Sie hatten vier Töchter und einen Sohn, die alle unverheiratet blieben.

## Schriften
- D. inaug. de vi matrimonii legitime contracti. Gryphisw. 1745.
- De onere structurae aedium sacrarum atque parochialium in Pomerania praesertim Suetica. ib. 1745.
- v. Balthasar un progr. VIII. De vitis Ictor. Gryphisw. 1745.
- Progr. de renovatione contractus locati et conducti. Ibidem 1766.